# Six Jours de Lille
Les Six Jours de Lille sont une course cycliste de six jours disputée au palais de la Foire commerciale à Lille, en France. Une seule édition a été organisée, en 1960, sur une piste démontable de 150 mètres.

## Palmarès
| Année | Vainqueur                    | Deuxième                 | Troisième                    |
| ----- | ---------------------------- | ------------------------ | ---------------------------- |
| 1960  | John Tressider Ronald Murray | Roger Godeau Jean Raynal | José Denoyette Roger Decorte |